# 岩水寺駅
岩水寺駅（がんすいじえき）は、静岡県浜松市浜名区根堅にある、天竜浜名湖鉄道天竜浜名湖線の駅である。
同市内には遠州鉄道鉄道線遠州岩水寺駅もあるが、かなり離れている。駅名にもなっている岩水寺へは当駅の方が近い。

## 歴史
- 1940年（昭和15年）6月1日：鉄道省二俣線遠江森駅 - 金指駅間延伸時に開設[1]。
- 1970年（昭和45年）6月1日：荷物扱い廃止[2]。同時に無人駅化[3]。
- 1973年（昭和48年）4月1日：専用線発着車扱貨物取扱廃止[1]。
- 1987年（昭和62年）3月15日：第三セクター鉄道へ転換、天竜浜名湖鉄道の駅となる[1]。
- 2011年（平成23年）1月26日：待合所及びプラットホームが国の登録有形文化財に登録[4]。

## 駅構造
単式ホーム1面1線を有する地上駅。
無人駅。駅舎は無い。（二俣線時代は島式ホーム1面2線で天浜線に移行される際に、片側1線廃止）
待合所及びプラットホームが、国の登録有形文化財として登録されている。

## 利用状況
近年の1日平均乗車人員の推移は以下の通り。
| 乗車人員推移 | 乗車人員推移    |
| 年度         | 1日平均乗車人員 |
| ------------ | --------------- |
| 2008         | 37              |
| 2009         | 35              |
| 2010         | 43              |
| 2011         | 45              |
| 2012         | 46              |
| 2013         | 48              |
| 2014         | 36              |
| 2015         | 31              |
| 2016         | 38              |
| 2017         | 45              |
| 2018         | 47              |

## 駅周辺
住宅がやや多い。
- 岩水寺：駅から北方徒歩10分。
- 遠州鉄道鉄道線 遠州岩水寺駅
- 国道152号
- 国道362号：駅から北に徒歩約6分のところに浜松市浜北コミュニティバス赤佐中瀬線「泉」停留所がある。月・木運行（年末年始は運休）。

## 隣の駅
天竜浜名湖鉄道
■天竜浜名湖線
西鹿島駅 - 岩水寺駅 - 宮口駅